# 阿倫山 (南極洲)
69°59′S 67°45′W / 69.983°S 67.750°W
阿倫山是南極洲的山峰，位於帕爾默地，屬於特勒弗斯山脈的一部分，海拔高度1,600米，以斯托寧頓島的無線電報員命名，現時由南極條約體系管理。